# Піщана акула тигрова
Піщана акула тигрова (Carcharias taurus) — акула з роду Carcharias родини Піщані акули. Інші назви «звичайна піщана акула», «плямиста піщана акула».

## Опис
Загальна довжина від 2 до 4 м завдовжки. Ця акула досягає біля берегів Америки довжини близько 3 м і в південноафриканських водах, — 4 м вагою до 159 кг. Спостерігається статевий диморфізм: самиці більші за самців. Голова масивна. Морда витягнута. Очі маленька. Довгі, голкоподібні зуби спрямовані наперед. Тулуб видовжений. На спині є 2 плавця. Спина та боки мають сіро-буре, піщане забарвлення з темно-червоними плямочками. Черево білувате. Молоді акуленята мають більш яскраве забарвлення — жовтуватого кольору.

## Спосіб життя
Вона зазвичай тримається в припливній зоні біля дна і, як правило, зустрічається на невеликій глибині — від 0,6 до 1,8 м. Досить повільна і неповоротка, особливо в денний час. Більш активна вночі. Є надзвичайно ненажерливою акулою. Живиться рибою (скумбрією, хеком, оселедцем, блакитним тунцем, губанами, скатами, дрібними акулами), каракатицями, крабами і лангустами до 45 кг. Під час полювання збирається у невеличкі групи.
Статева зрілість самиці настає при довжині у 2 м. Це яйцеживородна акула, в якій ембріони 18 см завдовжки. Народжується до 2 акуленят завдовжки 1 м та вагою до 20 кг. Присутній внутрішньоутробний (пренатальний) канібалізм. Вагітність триває 9-12 місяців.

## Розповсюдження
Мешкає біля берегів Атлантичного, Індійського та Тихого океанів. У американського узбережжя вона зустрічається від затоки Мен до Бразилії та Патагонії, а у африканського — від Марокко й Канарських островів до Південної Африки. Зустрічається у Червоному морі, біля Австралії, Індокитаю, Китаю, Тайваню, південної Японії, Корейського півострова.

## Стосунки з людиною
В межах всього ареалу виду ця акула вважається цілком нешкідливою і не нападає на людину. Виняток становлять води Південної Африки, в яких піщана акула розглядається як одна з найбільш небезпечних. Відомо чимало випадків, коли нападу приводили до смертельного результату, так як акула з легкістю може відкусити своїй жертві голову або перекусити ногу в стегнової частини, а більші екземпляри здатні перерізати людину навпіл.